# Хроніка-2000
«Хроніка-2000» — український культурологічний альманах, який виходить у видавництві «Український письменник» від 1991 року. Головний редактор Юрій Буряк. Перші випуски альманаху були двомовними (українсько-російськими), згодом — переважно тематичними, що розповідають про окремих осіб, країни, регіони та міста, пов'язані з Україною.